# Batalla d'Atoleiros

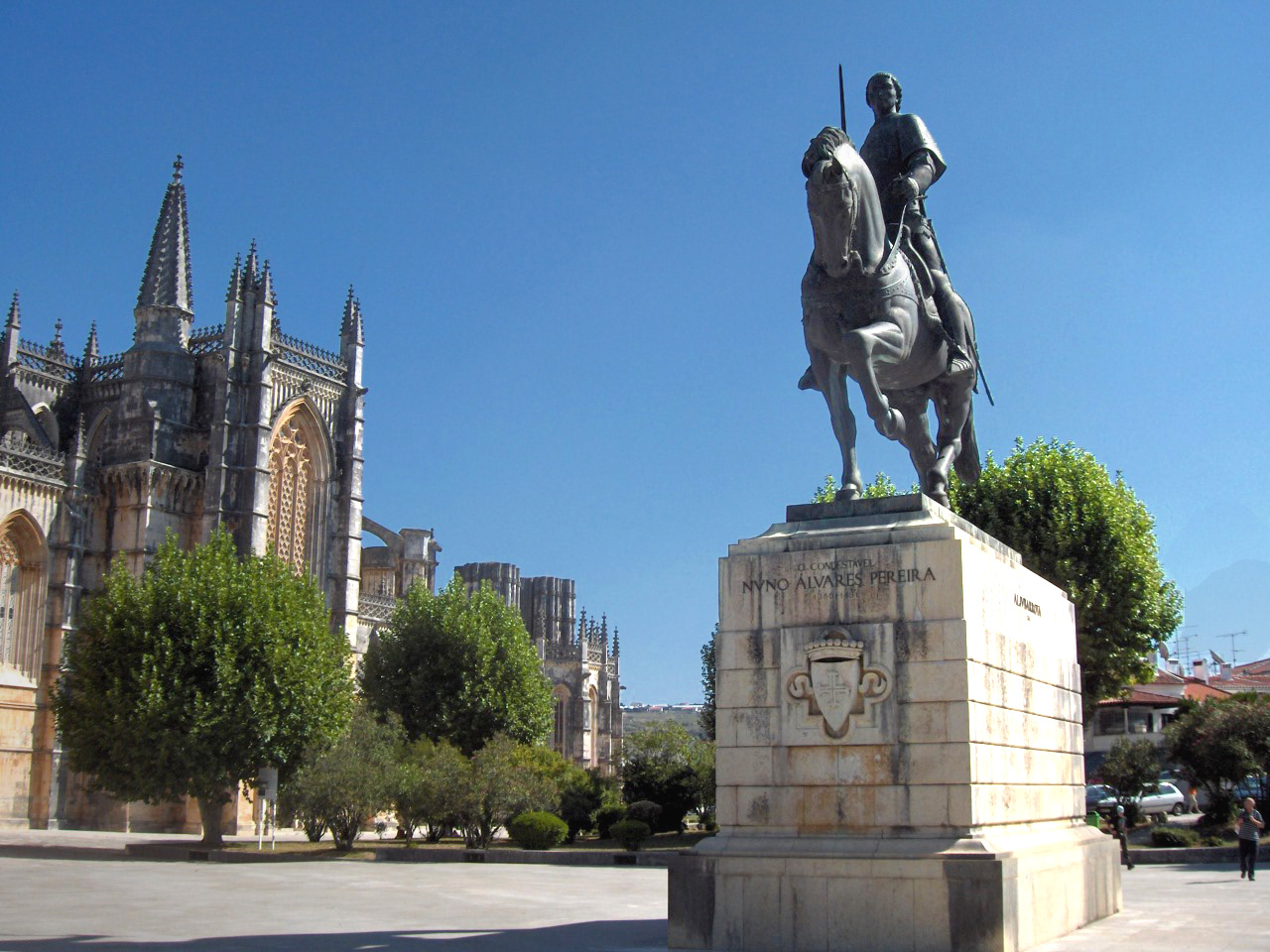
Estàtua de Nuno Álvares Pereira davant del Monestir de Batalha

La batalla d'Atoleiros va tenir lloc el 6 d'abril del 1384 a l'actual municipi de Fronteira del districte de Portalegre, a 60 quilòmetres de la frontera amb Castella. Va afrontar el Regne de Castella contra el Regne de Portugal per la successió al tron després de la mort del rei Ferran I de Portugal. Nuno Álvares Pereira va encapçalar l'expedició portuguesa contra Joan I de Castella. Encara que l'efectiu portuguès fos més reduït, tenien en possessió seva només 1.500 homes enfront dels 5.000 de Castella, això no va impedir la victòria portuguesa, arran de la qual es van posar els Avís en la corona garantint d'aquesta manera la independència portuguesa.